# 襲名
襲名（日语：／ Shūmei */?）是日本的社會文化之一，指襲用前人的名諱，作為自己的新本名或今後對外使用的名號。
襲名具有繼承光榮傳統的意涵，現今最常見的是相撲、落語、狂言與歌舞伎等傳統藝能領域的襲名文化。除此之外，古代的浮世繪及有些家族世襲制的家族企業也有襲名的傳統。
為了區別每一代的襲名者，在敘述表現上會在襲用的名號前加上「某代目」，意謂此一名號的第某代襲名者。